# Philomyrmex
Philomyrmex är ett släkte av insekter. Philomyrmex ingår i familjen fröskinnbaggar.
Släktet innehåller bara arten Philomyrmex insignis.